# Scomberomorus guttatus
Pour les articles homonymes, voir Scomberomorus et Thazard.
Thazard ponctué Indo-pacifique
Espèce
Synonymes
- Scomberomous guttatum (Bloch & Schneider, 1801)[2]

Statut de conservation UICN

 DD  : Données insuffisantes
Scomberomorus guttatus, communément appelé Thazard ponctué Indo-pacifique, est un poisson de la famille des Scombridae qui se rencontre dans l'océan Indien.

## Répartition
Scomberomorus guttatus est présent : dans le Golfe Persique, au large du Sri Lanka et de l'Inde et également au sud-est de l'Asie, en particulier dans la baie de Wakasu et la mer du Japon.

## Description
La taille maximale connue pour Scomberomorus guttatus est de 76 cm et une taille moyenne d'environ 55 cm. C'est une espèce pélagique qui se rencontre à des profondeurs comprises entre 15 et 200 m.